# Pesem zate
»Pesem zate« je pesem slovenske pevke Mojce Štoka (Moye).
Posneta je bila v studiu Tramon.
Izšla je 19. decembra leta 2019 v pretočni obliki kot prvi singel z albuma Samo Moya.

## Seznam posnetkov
| Št.             | Naslov          | Besedilo        | Glasba              | Priredba        | Dolžina |
| --------------- | --------------- | --------------- | ------------------- | --------------- | ------- |
| 1.              | „Pesem zate‟    | M. Štoka        | J. Baruca, M. Štoka | J. Baruca       | 3:30    |
| Skupna dolžina: | Skupna dolžina: | Skupna dolžina: | Skupna dolžina:     | Skupna dolžina: | 3:30    |

## O pesmi
Nežno ljubezensko balado »Pesem zate« je Moya posvetila vsem zvestim poslušalcem:
... in jaz tu pojem to pesem zate,
 zate, ki kradeš moj pogled,
 zate, ki te sanjam spet in spet,
 ... zate, zate, zate ... ta pesem je zate!— Moya v »Pesmi zate«

## Videospot
Videospot je Moya posnela v sodelovanju z Lenartom Kobalom.
Objavljen je bil 20. decembra 2019.

## Odziv
»Pesem zate« je bila »pesem in pol« Radia Koper.